# Rossa, Vercelli
Rossa là một đô thị ở tỉnh Vercelli trong vùng Piedmont thuộc Ý, có cự ly khoảng 90 km về phía đông bắc của Torino và khoảng 60 km về phía tây bắc của Vercelli. Tại thời điểm ngày 31 tháng 12 năm 2004, đô thị này có dân số 183 người và diện tích là 11,6 km².
Rossa giáp các đô thị: Balmuccia, Boccioleto, Cervatto, Cravagliana, Fobello, và Rimasco.